# Avatha curvifera
Avatha curvifera là một loài bướm đêm trong họ Erebidae.